# Шмурыгин, Пётр Миронович
Пётр Миронович Шмурыгин (1909 год, село Михайловка — дата смерти неизвестна) — звеньевой колхоза имени Кирова Кировского района Восточно-Казахстанской области, Казахская ССР. Герой Социалистического Труда (1949).
Родился в 1909 году в крестьянской семье в селе Михайловка (сегодня — Глубоковский район). В 1929 году вступил в колхоз имени Кирова Кировского района. Трудился трактористом, комбайнёром и бригадиром. Участвовал в Великой Отечественной войне. После получения ранения был демобилизован в 1942 году и возвратился на родину. С 1942 года — звеньевой полеводческого звена в колхозе имени Кирова.
В 1948 году звено Петра Шмурыгина собрало в среднем по 30 центнеров пшеницы с каждого гектара на участке площадью 20 гектаров. За получение высоких урожаев пшеницы при выполнении колхозом обязательных поставок и контрактации по всем видам сельскохозяйственной продукции, натуроплаты за работу МТС в 1948 году и обеспеченности семенами всех культур в размере полной потребности для весеннего сева 1949 года удостоен звания Героя Социалистического Труда указом Президиума Верховного Совета СССР от 20 мая 1949 года со вручением ордена Ленина и золотой медали «Серп и Молот».
В последующие году полеводческое звено Петра Шмурыгина получало высокий урожай зерновых. В 1949 году было получено в среднем по 21 центнеров пшеницы на трёх участках общей площадью 38 гектаров.
Дата смерти: 1997 г.